# Tyrannochthonius aladdinensis
Tyrannochthonius aladdinensis är en spindeldjursart som beskrevs av Chamberlin 1995. Tyrannochthonius aladdinensis ingår i släktet Tyrannochthonius och familjen käkklokrypare. Inga underarter finns listade i Catalogue of Life.